# ジョヴァンニ・ヴォルパト
ジョヴァンニ・ヴォルパト（Giovanni Volpato、1735年 – 1803年8月25日）はイタリアの版画家である。埋蔵美術品の発掘や骨とう品の美術商としても働いた。

## 略歴
現在のヴェネト州、ヴィチェンツァ県、バッサーノ・デル・グラッパのアンガラーノ(Angarano)で生まれた。母親は刺繍職人であった。画家のGiovanni Antonio Remondiniに学んだ後、1762年にヴェネツィアに移り、版画家のヨーゼフ・ヴァグナーやフランチェスコ・バルトロッツィと働き、ジョヴァンニ・バッティスタ・ピアッツェッタやヤコポ・アミゴーニ、フランチェスコ・ツッカレリ、マルコ・リッチといった画家の作品を版画にして出版する仕事をした。パルマ公爵の支援を受けた後、ピサにあるフランチェスコ・アルガロッティを記念する像を版画にして注目された。
1771年にヴェネツィアの美術収集家、ズーリアン(Girolamo Zulian)の勧めに従って、ローマに移り版画制作の工房を開き、ヴァチカン宮殿のラファエロの間や柱廊の壁画を版画にして出版して、評判を集め、ローマを訪れる人々に購入されることになった。ファルネーゼ宮殿のアンニーバレ・カラッチの壁画やアブラーム＝ルイ＝ロドルフ・デュクロのローマの都市景観図などを版画にして出版した。
イギリスの画家、美術品収集家のゲイヴィン・ハミルトンとも知り合い、埋蔵美術品発掘に資金を提供し、美術品、骨董品の取引をゲイヴィン・ハミルトンの知り合いの顧客と行った。1779年からイギリスのトーマス・ジェンキンズと発掘を行い、いくつかの重要な美術品を発掘した。
1785年にはギリシャやローマの陶器の複製品を制作する磁器工場を設立した。

## 作品

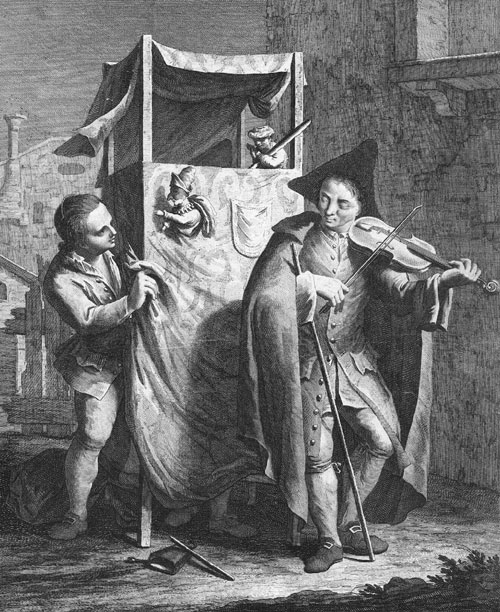
「人形劇団」フランチェスコ・マジョットの原画による
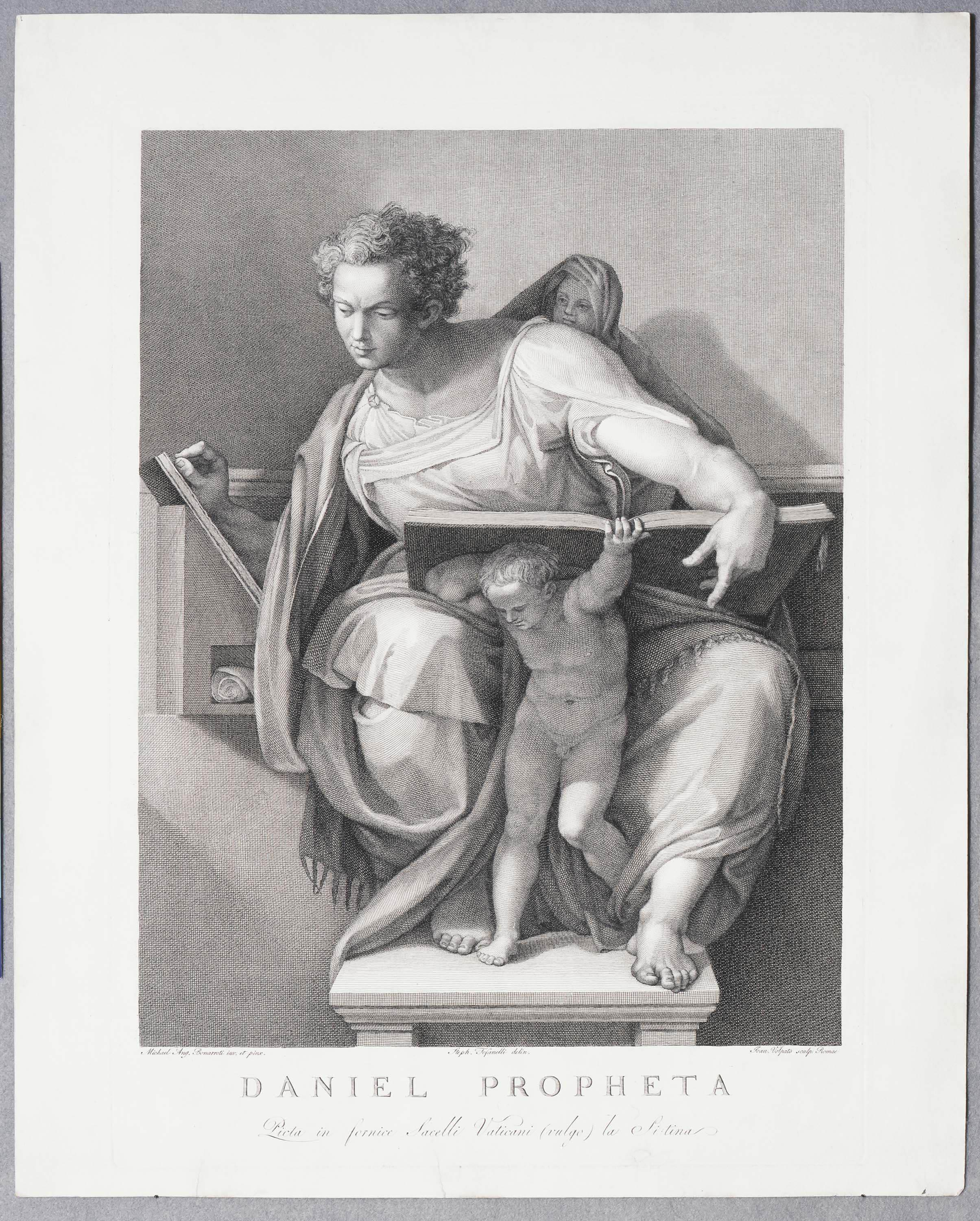
預言者ダニエル
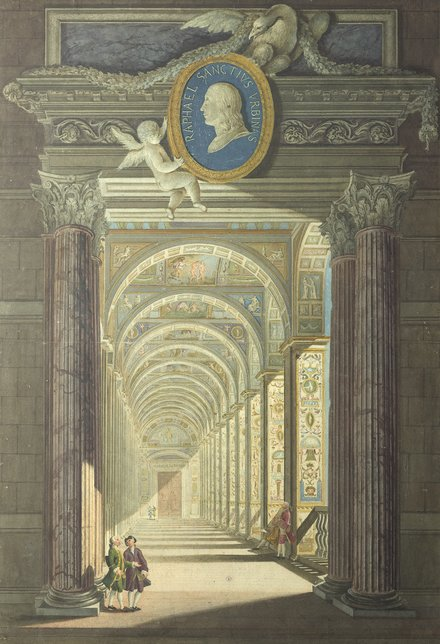
ラファエロ柱廊
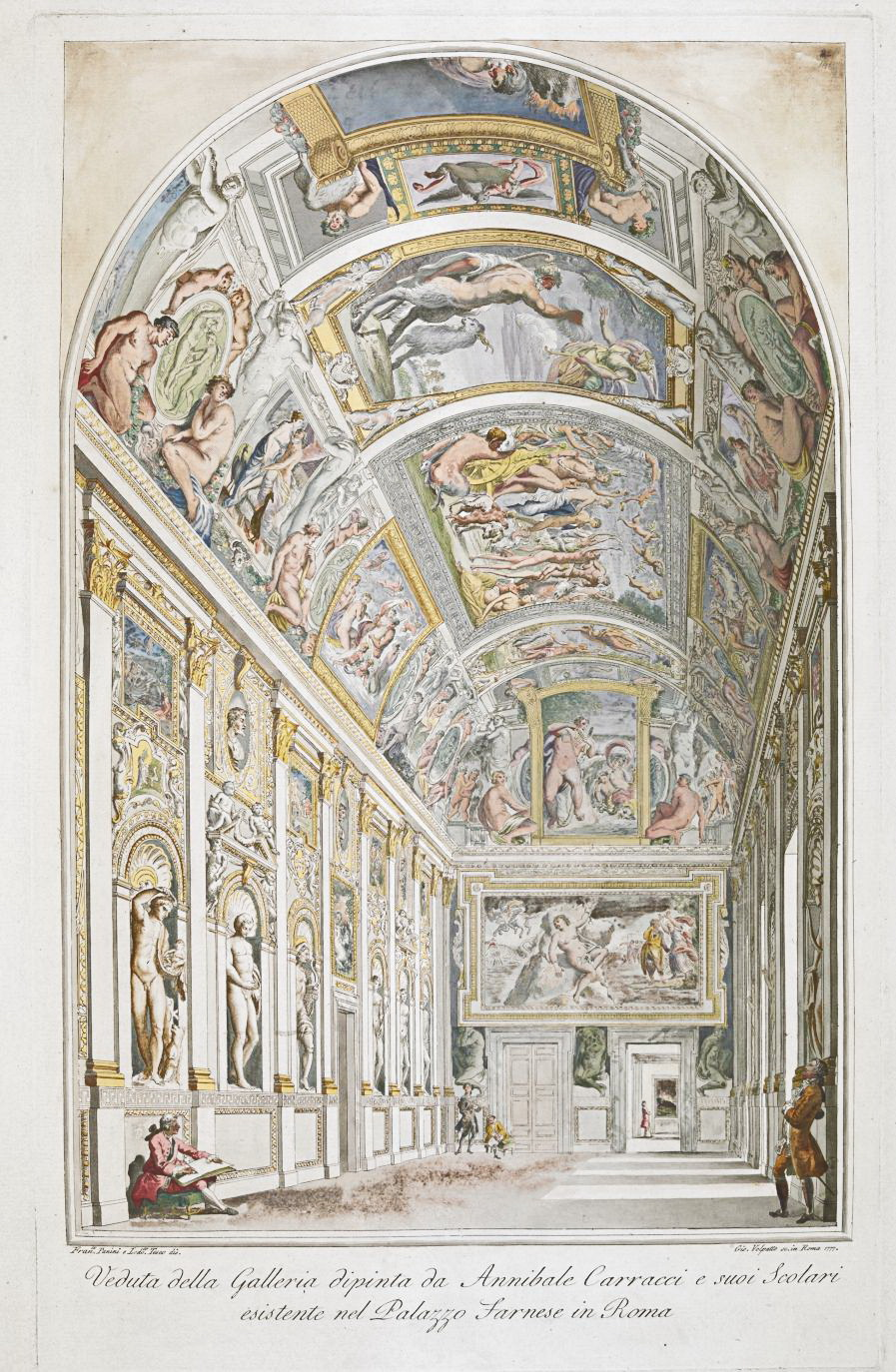
ファルネーゼ宮殿

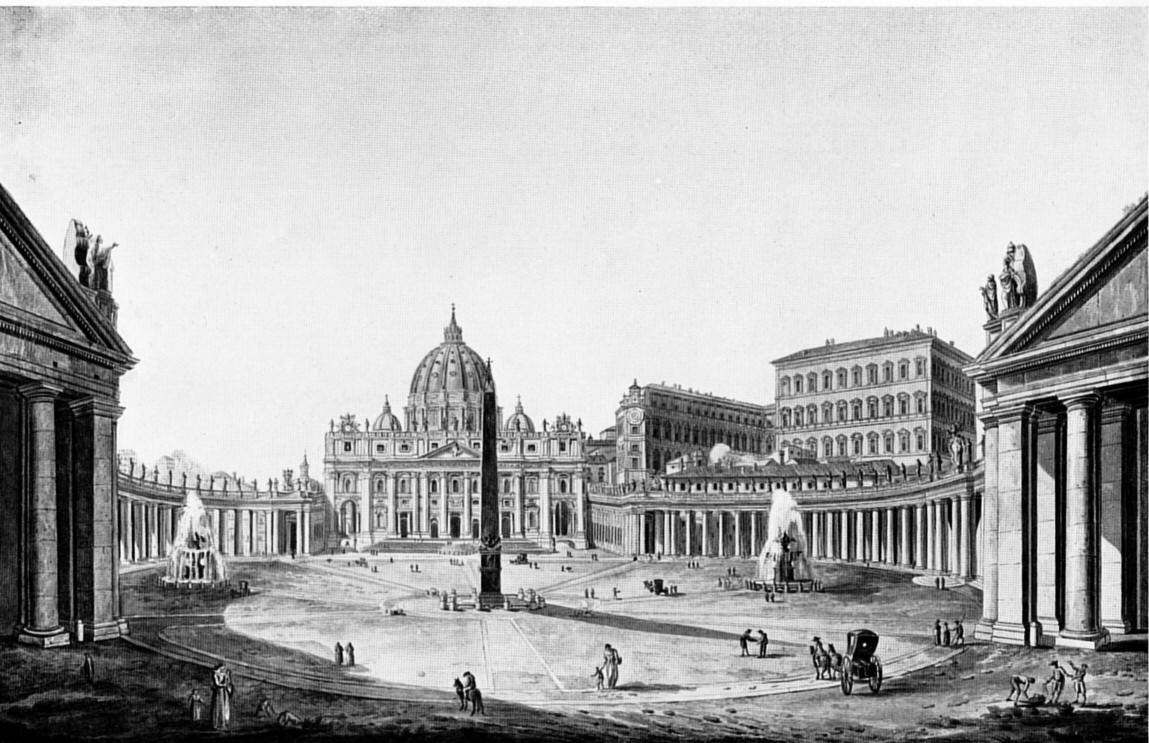
バチカン
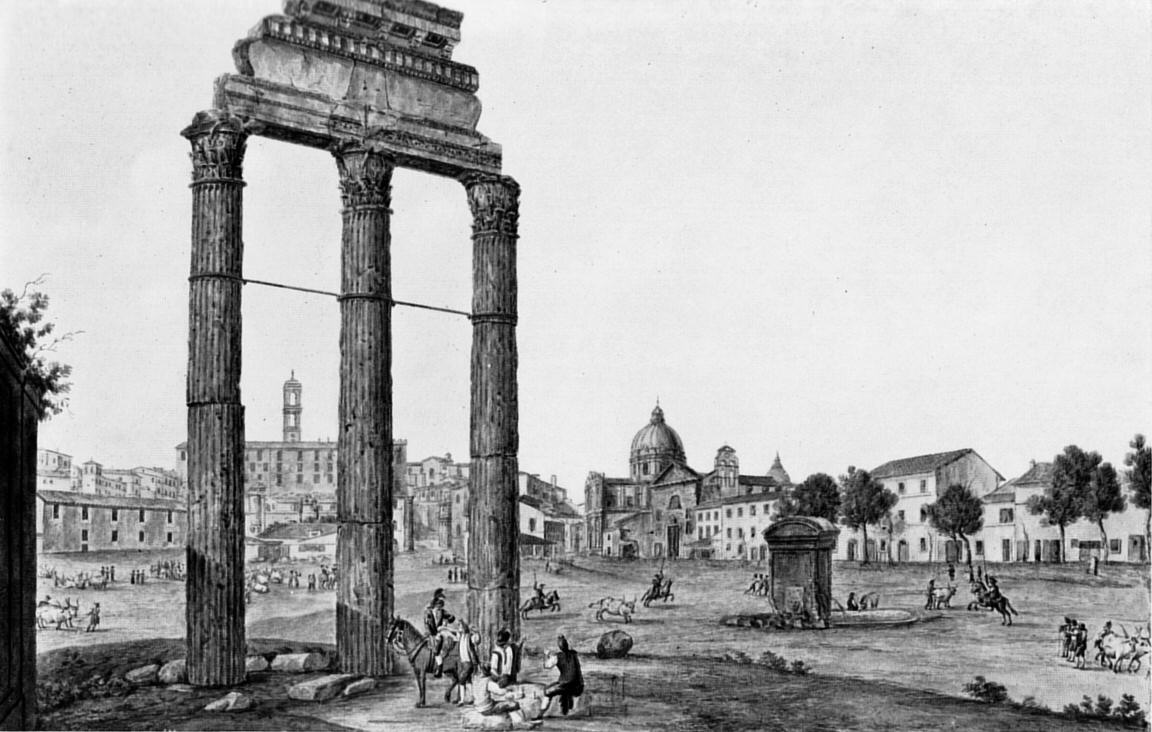
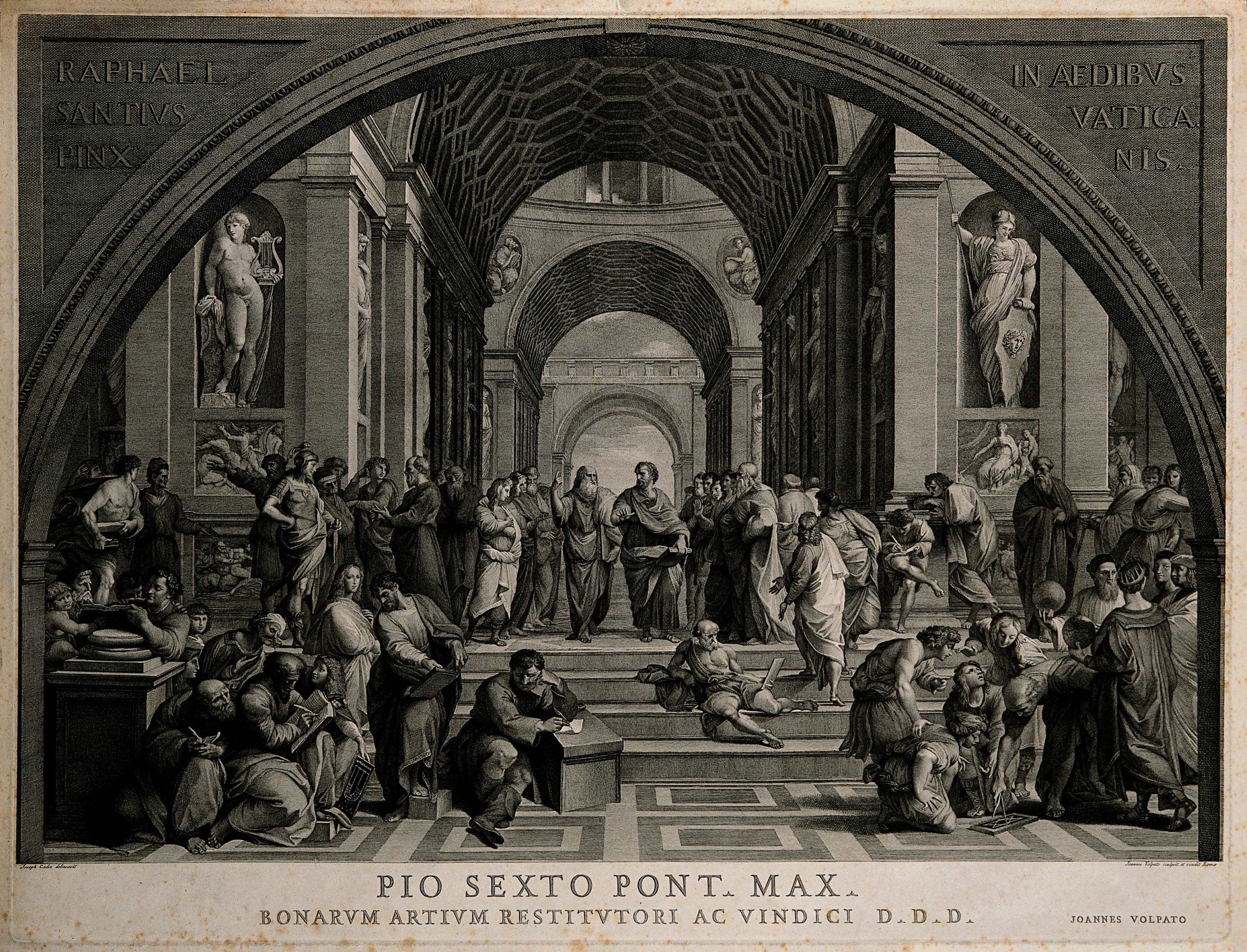

## 関連文献
- Ilaria Bignamini, Clare Hornsby, Digging and Dealing in Eighteenth-Century Rome (2010. Yale U.P.), p. 339-340
- L. Melegati, 'Giovanni Volpato e il cantiere romano', in Ricordi dell'antico: sculture, porcellane e arredi all'epoca del Grand Tour, ed. A. d'Agliano, L. Melegati [exhibition catalogue, Musei Capitolini, Rome] (2008), p. 101-114
- F. Haskell, 'The Museo Pio-Clementino in Rome and the Views by Ducros and Volpato', in Louis Ducros: Images of the Grand Tour [exhibition catalogue, Kenwood House, London] (1985), p. 36-39
- C. Faccioli, 'Anni ed Epistolario romano d'un grande incisore bassanese, Giovanni Volpato', in L'Urbe; 32:3 (1969), p. 18-35
- H. Honour, 'Statuettes after the antique: Volpato's Roman porcelain factory', in Apollo; 85 (1967 May), p. 371-373
- Bryan, Michael (1889). Walter Armstrong & Robert Edmund Graves. ed. Dictionary of Painters and Engravers, Biographical and Critical (Volume II L-Z). York St. #4, Covent Garden, London; Original from Fogg Library, Digitized May 18, 2007: George Bell and Sons. pp. 681–682
- Hind, Arthur (1963). A History of Engraving & Etching, from the 15th century to the year 1914. New York: Dover Publications, INC. pp. 209; 364
- Dacos, Nicole (2008). The Loggia of Raphael, a Vatican art treasure. Libreria Editrice Vaticana, Abbeville Press Publisher. pp. 318–320